# Friedrich Landwehrmann
Friedrich Landwehrmann (* 29. April 1934 in Oberhausen; † 26. Dezember 2013) war ein deutscher Soziologe, Professor für Industrie-, Betriebs-, Regional- und Stadtsoziologie. Ab 1971 war er Ordinarius in Mainz.

## Leben
Friedrich Landwehrmann, Sohn von Mathilde Landwehrmann, geborene Schröder, und ihrem Mann, dem Betriebsführer Friedrich Landwehrmann, studierte nach dem Abitur (1954) und einer Lehre zum Industriekaufmann von 1956 bis zu seinem Abschluss als Diplom-Kaufmann 1960 Soziologie, Betriebswirtschafts- und Volkswirtschaftslehre an den Universitäten Hamburg, München und Münster. Von 1961 bis 1963 war er als Wissenschaftler Mitarbeiter an der Sozialforschungsstelle an der Universität Münster mit Sitz in Dortmund tätig und im Anschluss bis 1968 als Wissenschaftlicher Assistent am Institut für Soziologie der Ruhr-Universität Bochum. Er wurde 1964 in Münster zum Dr. rer. pol. promoviert und habilitierte sich 1968 in Bochum für Soziologie. An der Universität Bochum war er anschließend von 1968 bis 1971 Geschäftsführender Direktor des Instituts für Arbeitssoziologie und Arbeitspolitik.
1971 folgte Landwehrmann einem Ruf auf den Lehrstuhl für Soziologie an der Universität Mainz. Dort leitete er die Abteilung „Industrie und Betrieb“. Unter ihm habilitierten sich Manfred Hennen und Wolfgang-Ulrich Prigge. Zu seinen Forschungsschwerpunkten gehörten Regional- und Stadtsoziologie, Arbeits-, Betriebs- und Organisationssoziologie. Bei seinen Forschungen wandte er häufig Methoden der empirischen Sozialforschung an. 1976/1977 und 1979 bis 1981 war er Dekan. Er gehörte von 1970 bis 1976 der Kommission der Bundesregierung für wirtschaftlichen und sozialen Wandel an und war von 1983 bis 1987 Mitglied der wissenschaftlichen Begleitkommission zum Versuch mit Breitbandkabel in der Region Ludwigshafen/Vorderpfalz.
Friedrich Landwehrmann war ab 1961 mit Christel Landwehrmann, geborene Theile, verheiratet, hatte zwei Kinder (Ralf und Ute) und wohnte in Hofheim am Taunus. Nach seiner Emeritierung lebte er in Spanien.

## Schriften (Auswahl)
- Organisationsstrukturen industrieller Großbetriebe. Köln 1965. OCLC 863984624.
- Industrielle Führung unter fortschreitender Automatisierung. 1970.
- Zielgruppe unbekannt? Kommunale Öffentlichkeitsarbeit im Ruhrgebiet. 1971.
- Information und Mitwirkung. 1977.
- Auswirkungen kleinräumiger Mobilität auf die Stadt- und Regionalentwicklung. 1978.
- Europas Revier. Das Ruhrgebiet gestern, heute, morgen. Düsseldorf 1980, ISBN 3-7700-0566-X.
- mit Michael Jäckel und Angelika Topfmeier: Nutzung und Konsequenzen eines erweiterten Fernsehprogrammangebots. Ergebnisse aus dem 1. Kabelpilotprojekt in der Region Ludwigshafen/Vorderpfalz. Berlin 1988, ISBN 3-8007-1556-2.
- mit Michael Jäckel: Kabelfernsehen – von der Skepsis zur Akzeptanz. Das erweiterte Programmangebot im Urteil der Zuschauer. München 1991, ISBN 3-88927-083-2.